# 마쿠베쓰정
마쿠베쓰정(일본어: 幕別町)은 일본 홋카이도 도카치 종합진흥국 관내의 나카가와군에 있는 정이다.
정명의 유래는 아이누어의 ‘마쿤베트’(マクンベツ, 산기슭을 흐르는 강)이다.

## 지리
도카치 종합진흥국의 거의 중앙에 위치하고, 오비히로시 동부와 접한다. 정 북부에 도카치강이 흐르고 유역은 평야를 이룬다. 그 외의 지역은 구릉지대이다. 정내에서 표고가 가장 높은 지점은 도요코로정과의 경계에 있는 산이 331m이지만 중앙부의 대부분은 해발 60m에서 130m 정도의 대지이다. 동쪽의 마쿠베쓰 모토마치가 정사무소 소재지이며, 예로부터 정의 중심지였지만 서쪽의 사쓰나이 지구가 오비히로시와 인접하기 때문에 1950년대부터 베드타운으로 주택지가 급증하기 시작해 현재는 사쓰나이 지구가 인구의 대다수를 차지하고 있다. 인구의 대부분은 이 북단부의 두 지방구와 주루이 지구 중심부에 집중하고 있고 이외 지역은 대부분이 삼림이나 목장, 밭이 되어 있어 과소화도 진행되고 있다.

### 기후
마쿠베쓰정 누카나이 지구에 있는 지역 기상관측 시스템에 의하면 연평균 기온은 4.9℃, 1월 평균 기온은 ―10.5℃, 8월 평균 기온은 18.9℃이다. 겨울의 냉각은 매우 심하고, -30도 전후까지 내려간다.

## 역사
- 1906년 - 마쿠베쓰촌, 야무왓카촌, 이칸베쓰촌, 지롯토촌, 벳차로촌 등 5개 촌이 합병해 마쿠베쓰촌이 되었다.
- 1946년 - 정으로 승격해 마쿠베쓰정이 되었다.
- 2006년 2월 6일 - 주루이촌을 편입 합병했다.

## 경제
농업(밭농사)과 축산업이 활발하다. 사탕무, 밀, 감자, 콩 등을 생산한다. 근래에는 야채 재배도 번성하여 마와 양상추, 부추, 나리가 유명하다.

## 교통

### 철도
- 홋카이도 여객철도 네무로 본선

### 도로
- 국도 241호선
- 국도 236호선(일본어판)
- 국도 242호선
- 국도 336호선